# Rhizoecus kazachstanus
Rhizoecus kazachstanus är en insektsart som beskrevs av Matesova 1980. Rhizoecus kazachstanus ingår i släktet Rhizoecus och familjen ullsköldlöss.
Artens utbredningsområde är Kazakstan. Inga underarter finns listade i Catalogue of Life.